# Pedja (rijeka)
Pedja je četvrta najduža rijeka u Estoniji. Izvor joj je kraj Simuna na južnoj padini Pandivere. Rijeka teče 122 km kroz Lääne-Viru, Jõgeva i Tartu okruge prije nego što se ulije u Emajõgi sjeveroistočno od jezera Võrtsjärv. Najveće naselje na rijeci je Jõgeva.
Prirodni rezervat Alam-Pedja je dobio ime prema ovoj rijeci.

## Vanjske poveznice
1. Pedja jõgi